# Bangabandhu-1
Bangabandhu-1, aussi appelé Bangladesh Satellite-1, est le premier satellite de télécommunications géostationnaire du Bangladesh exploité par la Commission de réglementation des télécommunications du Bangladesh (BTRC), positionné à 119° Est de longitude.
La charge utile comporte un total de 40 canaux en bande Ku et bande C.
Il est construit par Thales Alenia Space, basé sur la plate-forme Spacebus 4000B2 nouvelle génération. Il est lancé le 11 mai 2018, par le lanceur Falcon 9 de SpaceX, avec une durée de vie prévue de 15 ans.

## Contrat
La signature du contrat, d'un montant de 248 millions de dollars américains, a lieu le 10 novembre 2015 à Dacca par Shahjahan Mahmood, président du Bangladesh Telecommunication Regulatory Commission (BTRC) et Jean-Loïc Galle, président-directeur général de Thales Alenia Space,.